# Scurrula ferruginea
Scurrula ferruginea är en tvåhjärtbladig växtart som först beskrevs av William Jack, och fick sitt nu gällande namn av Dans.. Scurrula ferruginea ingår i släktet Scurrula och familjen Loranthaceae. Inga underarter finns listade i Catalogue of Life.